# USNOA2 0375-03110272
USNOA2 0375-03110272(영어: USNOA2 0375-03110272)는 용골자리에 위치한 항성으로, LEDA 88588라는 초대질량 블랙홀을 데리고 있는 쌍성계를 이루고 있다.